# Klarabergsgatan

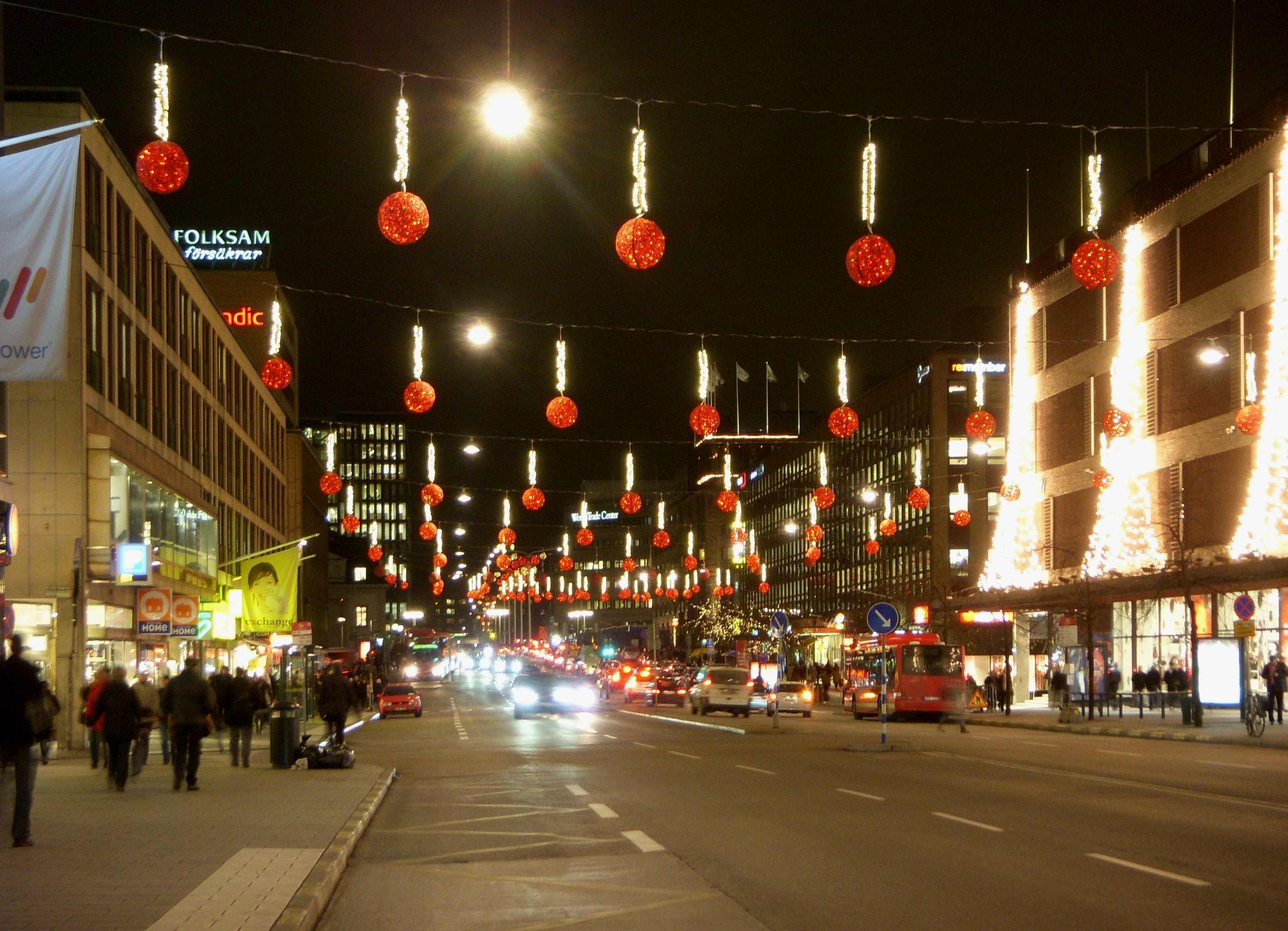
Klarabergsgatan västerut med julpynt 2011.

Klarabergsgatan är en huvudgata inom stadsdelen Norrmalm i centrala Stockholm. Den sträcker sig från Sergels Torg i öst till Klarabergsviadukten i väst, är cirka 350 meter lång och 36 meter bred. De flesta hus längs gatan anlades i samband med Norrmalmsregleringen. Från 2016 till 2018 omvandlades gatan till gågata, med körfält för kollektivtrafik och viss taxitrafik. Spårväg City förlängdes 2018 till T-Centralen.

## Historia
Klarabergsgatan fick sitt nuvarande namn 1857, men har haft många olika namn genom tiderna. Det äldsta kända namnet från 1645 är Berggathon, 1664 var namnet S.ta Claræ Bergzgatun och 1728 S:t Clarä Bergs Gränd. I 1885 års karta över Stockholm heter gatan slutligen Klarabergs gatan. Gatan kan ha fått sitt namn av det berg som låg väster om Klara kyrka. En del av detta berg fanns kvar under Kirsteinska huset (senare namn: Hotel Continental). En annan del av berget syns fortfarande i sockeln av Klara gamla skola.

## Förändringar på 1950- och 1960-talen

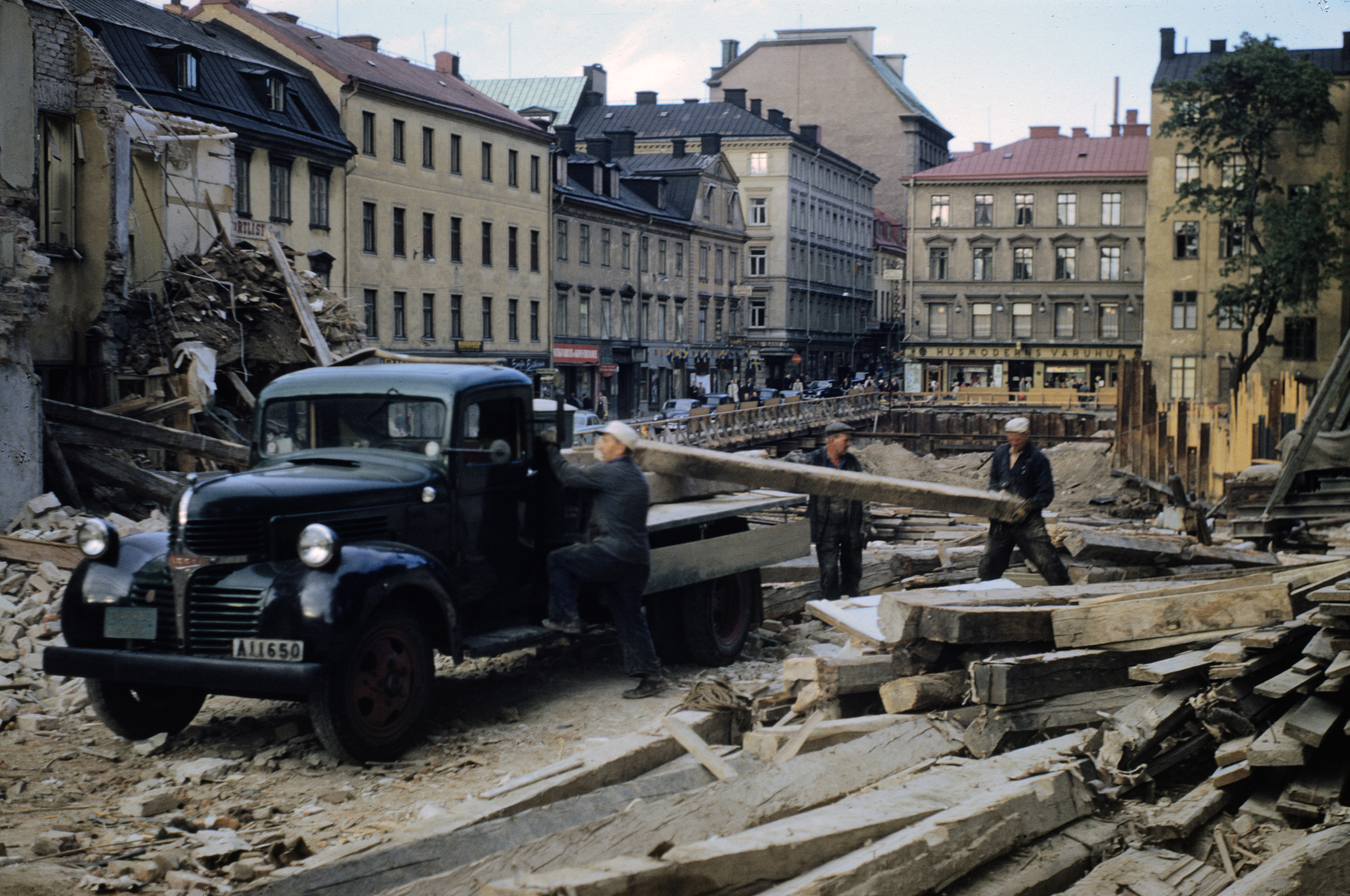
Klarabergsgatan (vy österut) 1953.

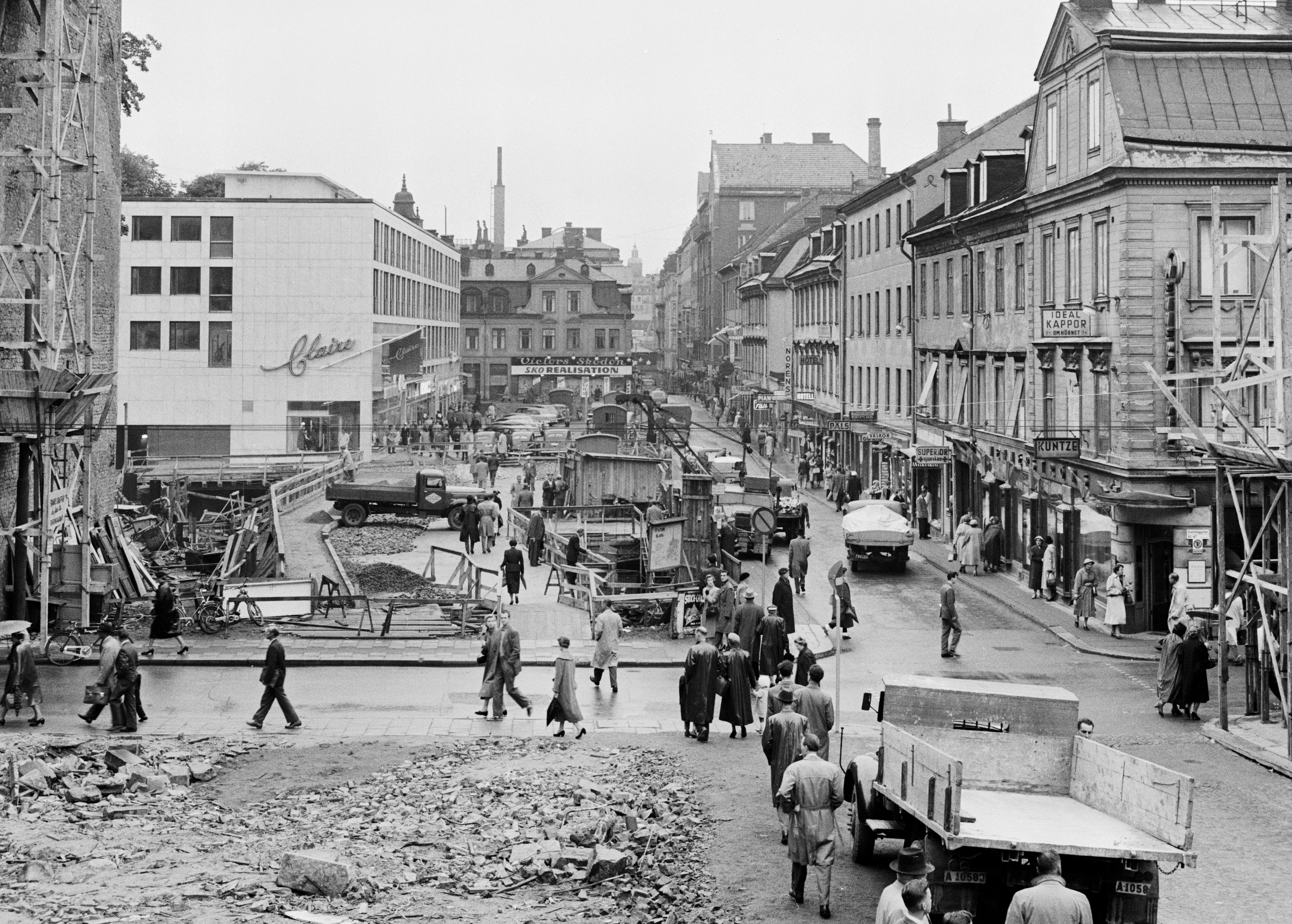
Klarabergsgatan (vy västerut) 1955.

Genom Norrmalmsregleringen på 1950- och 1960-talen fick Klarabergsgatan ett helt nytt ansikte. För att möta den ökande bilismen efter andra världskriget var Stockholms trafikplanerare inställda på att med en 31 meter bred Klarabergsleden skapa en västlig-östlig huvudtrafikled vars delar skulle utgöras bland annat av en breddad Klarabergsgatan och en breddad Hamngatan. Även framdragningen av tunnelbanan krävde stora ingrepp. Hela bebyggelsen utom Klara kyrka revs. Klarabergsleden fullbordades dock aldrig.
Idag dominerar affärs- och kontorshus. Längs gatans norra sida finns bara två stora fastigheter. Det största är varuhuset Åhléns City, som blev klart 1964 och ritat av Backström & Reinius Arkitekter AB. Väster om Åhlénsvaruhuset ansluter Orgelpipan 7, som uppfördes åren 1962-65 efter ritningar av arkitekt Anders Berg med byggherren Olle Engkvist.
Vid gatans södra sida återfinns Hotel Continental. Den åren 1960-1963 efter ritningar av arkitektfirman Hjalmar Klemming / Erik Thelaus och inreddes av Carl-Axel Acking uppförda hotellbyggnaden revs under år 2013. Omedelbart därefter påbörjades bygget av en ny byggnad som förutom hotell även innefattar entré till den nya underjordiska pendeltågsstationen samt bostadslägenheter. Klarabergsgatan 33-35 och Klarabergsgatan 37 ritades av Lennart Tham och blev klara 1955 respektive 1959. 
Klarabergsgatan 33-35 i kvarteret Orgelpipan var det första huset som stod färdig vid "nya" Klarabergsgatan. Hit flyttade Modehuset Claire som tidigare hette Husmoderns varuhus och hade sina lokaler lite längre österut vid hörnet Klarabergsgatan /  Drottninggatan 46. I hörnet Klarabergsgatan/Drottninggatan ligger dåvarande Länssparbankens hus. Byggnaden uppfördes som kontor och banklokal åt Länssparbanken Stockholm mellan åren 1957 och 1960.
Oförändrad på sin plats finns Klara kyrka. På det lilla torget framför kyrkan som heter Nils Ferlins torg, där står Karl Göte Bejemarks skulptur från 1982, visande Nils Ferlin i naturlig storlek och rökande en cigarett. Vid Klarabergsgatan 35 finns sedan år 2000 en litterär skylt med ett citat ur Ferlins diktsamling Goggles.

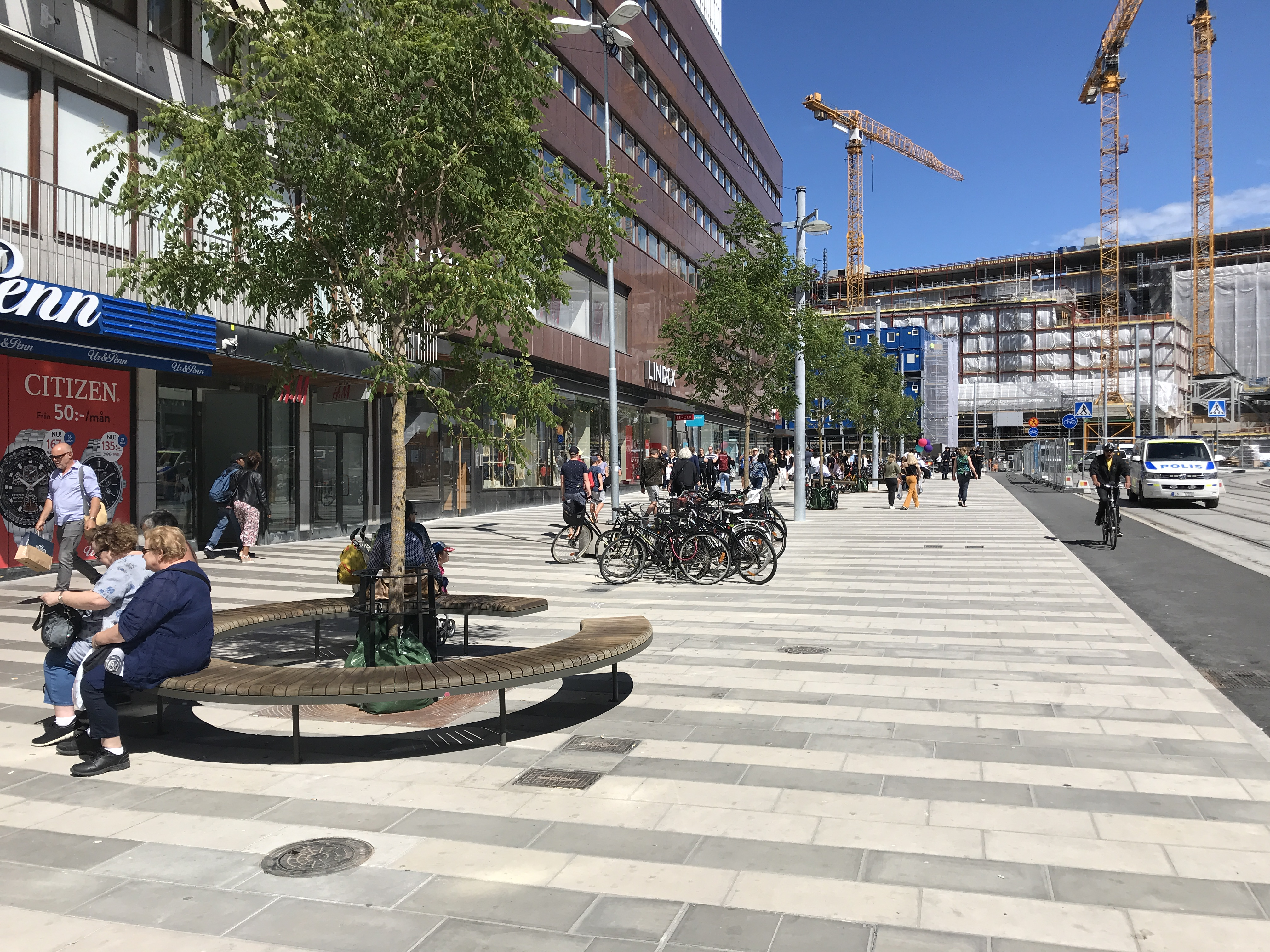
Klarabergsgatan juni 2018

## Förändringar på 2010-talet
Under åren 2016 - 2018 pågick omfattande renoverings- och ombyggnadsarbeten. Tätskiktet, som skall hindra fukt att tränga ned till underliggande lokaler, behövde bytas ut. Samtidigt anlades spårvägsspår och hållplatsrefuger. Särskilda cykelbanor anlades och gångbanorna breddades väsentligt. Körfälten för biltrafik avlägsnades på större delen av sträckningen. Endast delen mellan Klarabergsviadukten och Klara Norra Kyrkogata förblev öppen för bilar. Träden längs den norra sidan byttes också ut. Gatan som, när den breddades på 1950-talet, var tänkt som en huvudtrafikled för biltrafik, är nu endast att öppen för kollektivtrafik (bussar och spårvagnar) samt för gående och cyklister. Spårvägstrafiken öppnades den 3 september 2018.

## Bilder

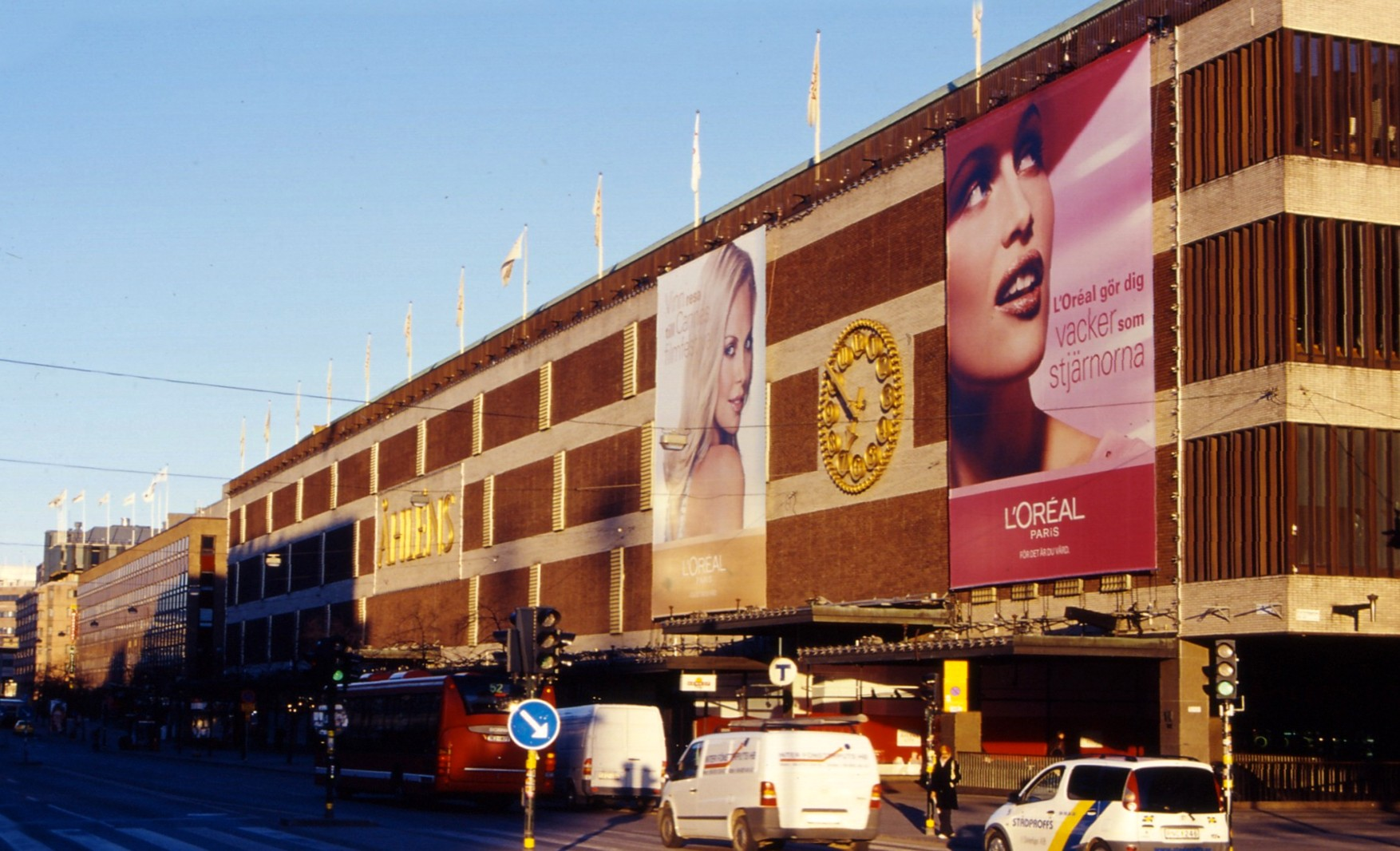
Åhléns City och Orgelpipan 7 2006.
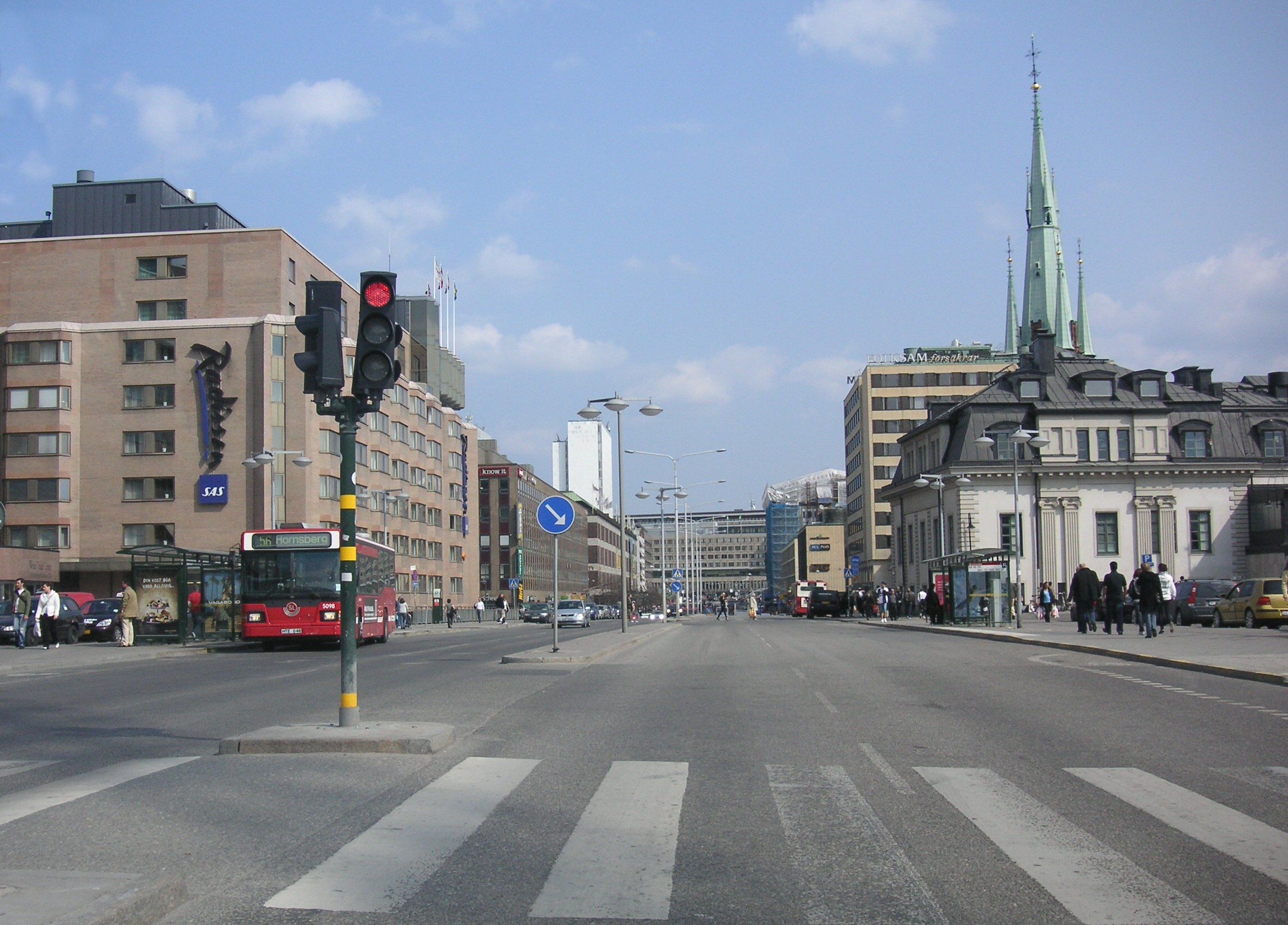
Vy mot öst från Klarabergsviadukten 2008.
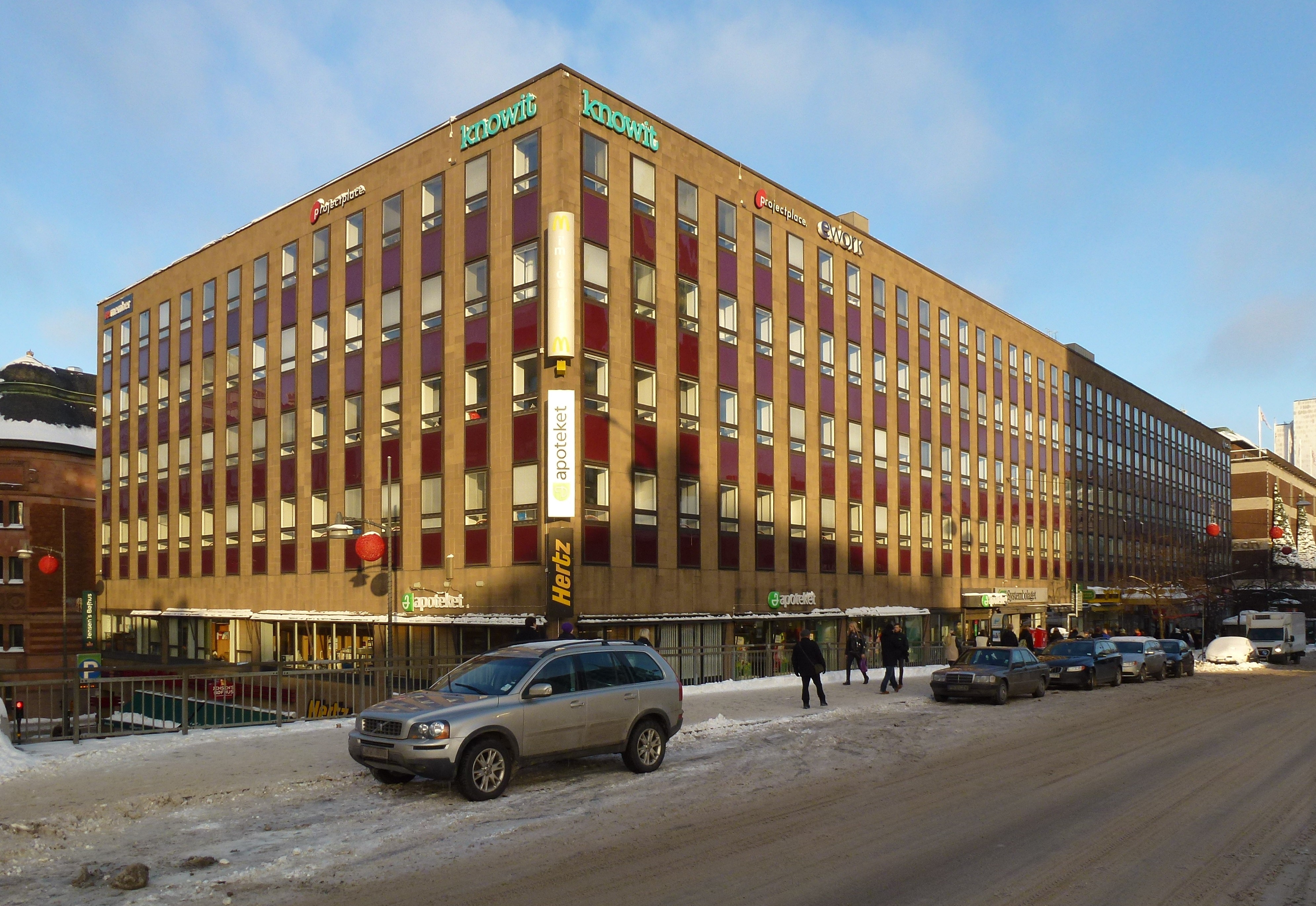
Klarabergsgatan 56-64, Vy mot öst 2012.
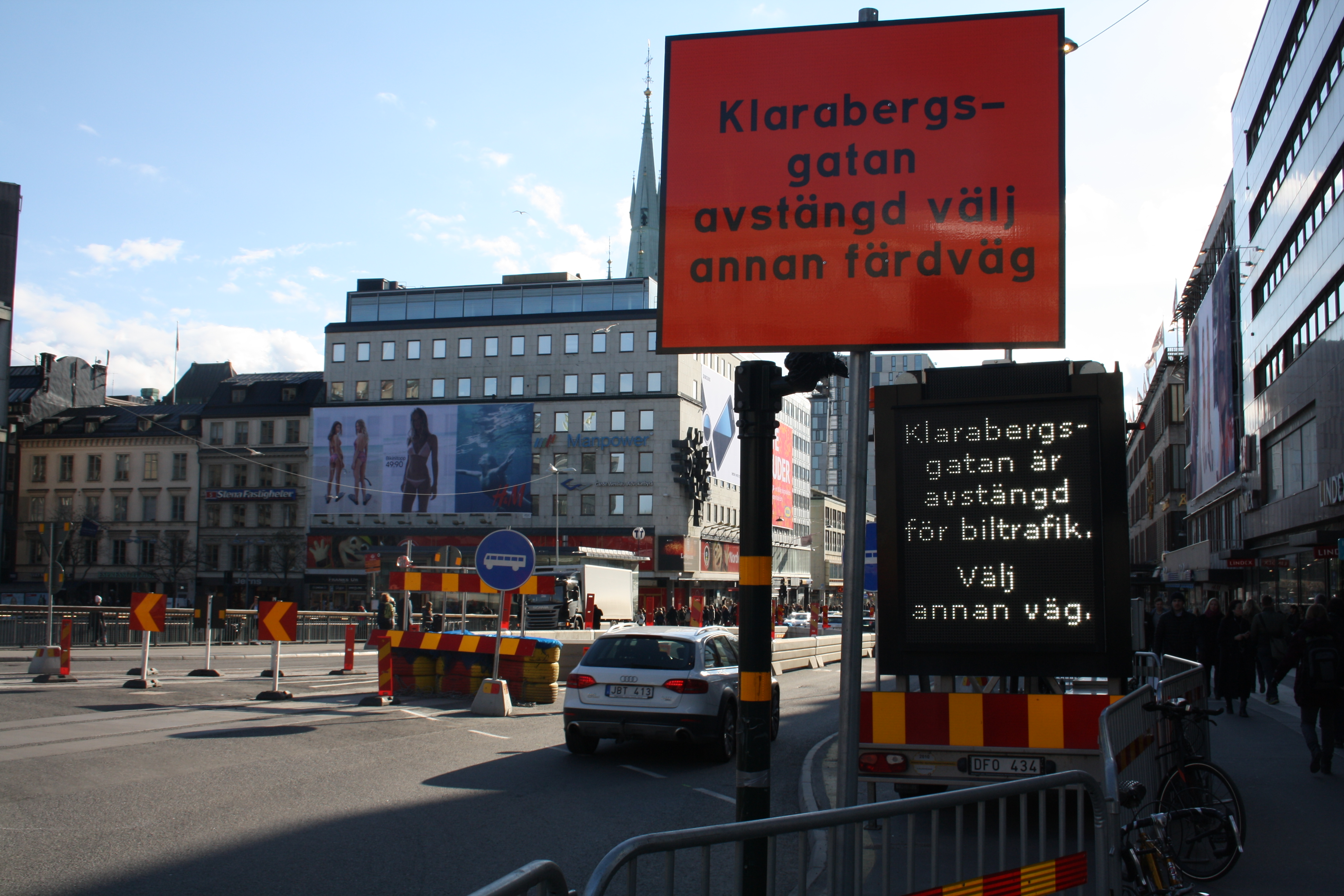
Bussfilen på Klarabergsgatan under ombyggnadsfasen.
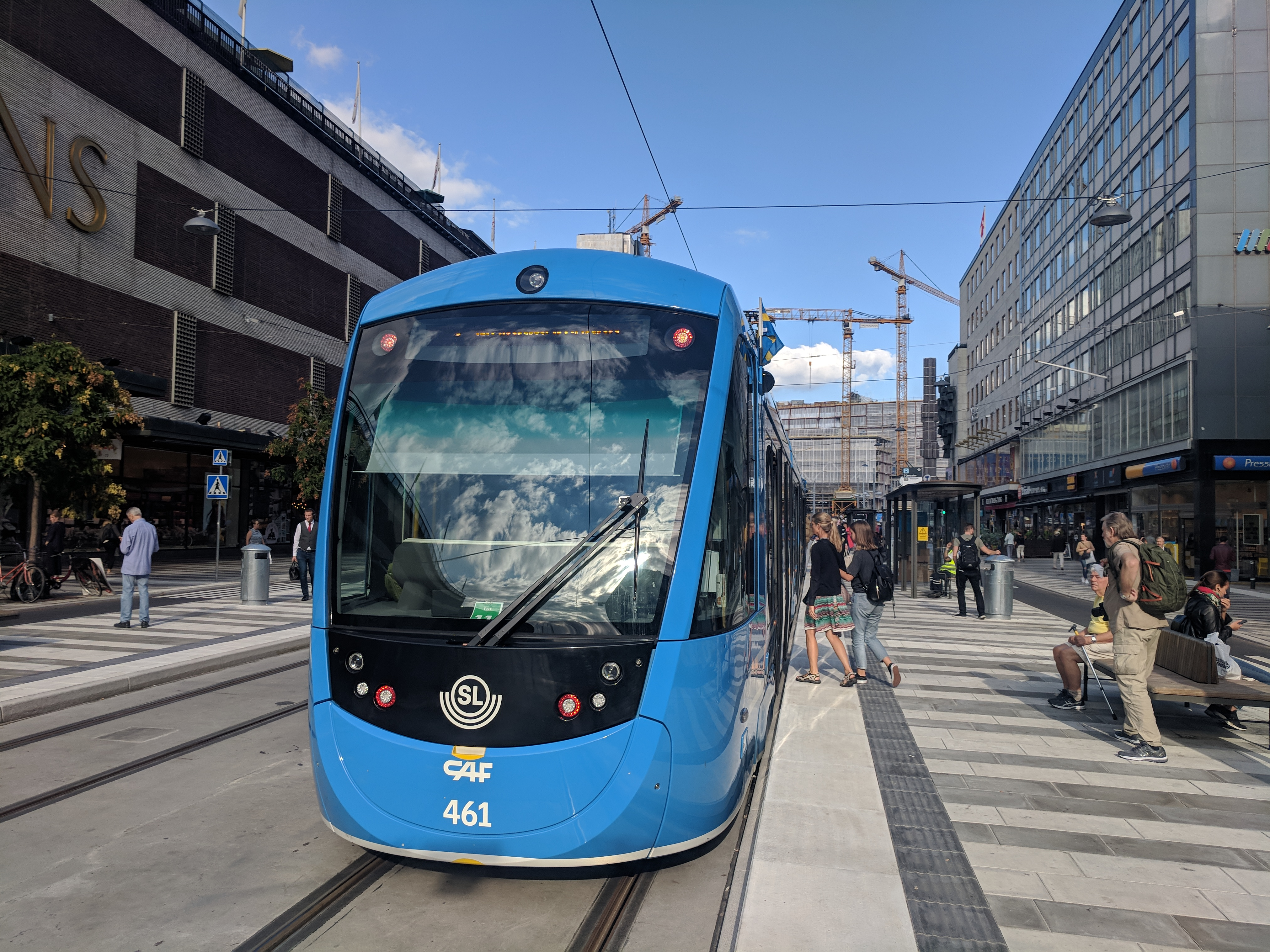
Spårvagn på Klarabergsgatan 2018.
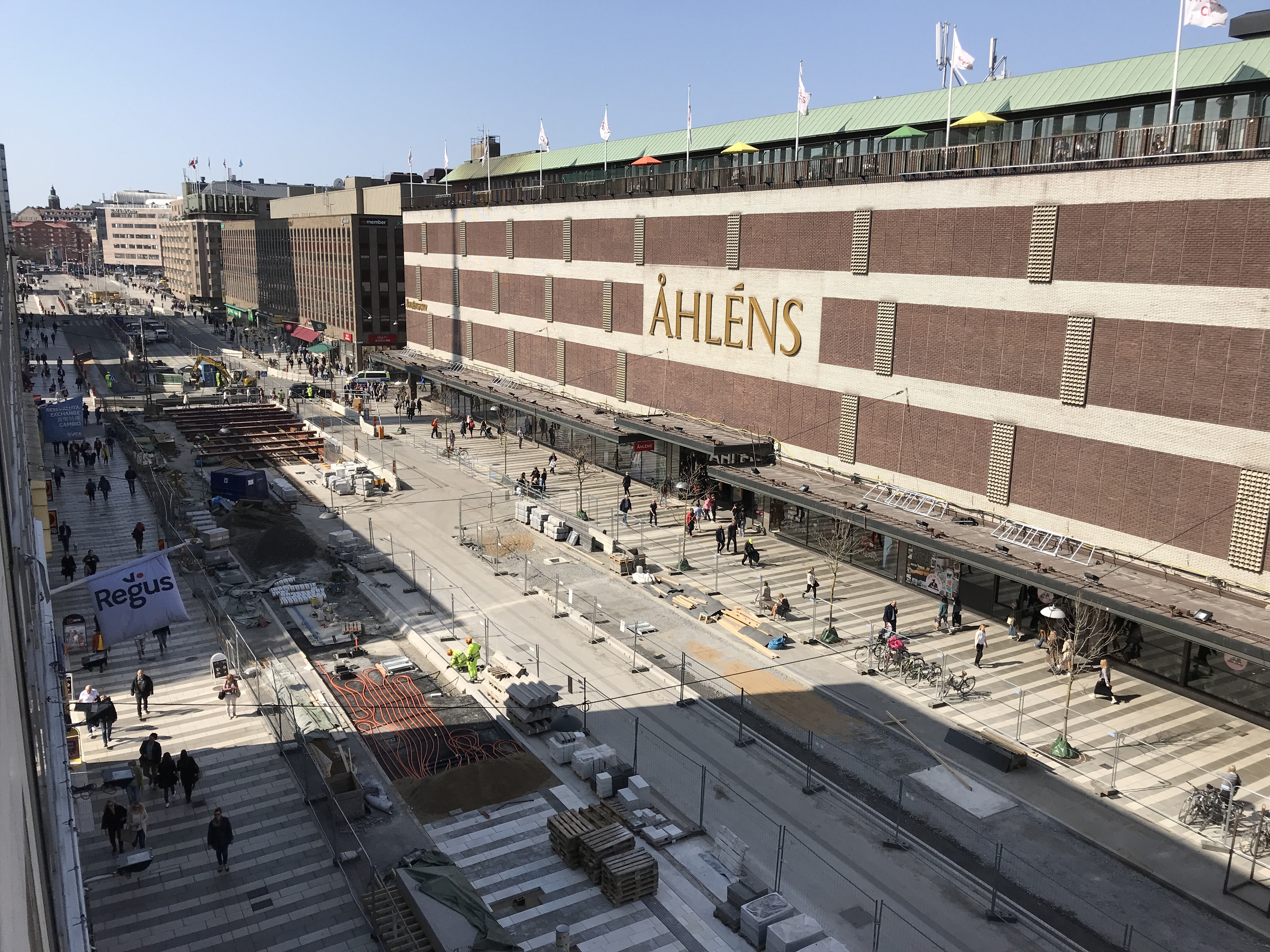
Klarabergsgatan (vy västerut) april 2018

## Byggnader längs Klarabergsgatan i urval
I byggnadernas husnummer-ordning:
| Bild | Artikelnamn               | Klarabergsgatan nr | Typ             | Kort beskrivning |
| ---- | ------------------------- | ------------------ | --------------- | --- |
|      | Länssparbankens hus       | 25                 | Kontor, butiker | Byggnaden uppfördes som kontor och banklokal åt Länssparbanken Stockholm mellan åren 1957 och 1960. Arkitekt var Curt Björklund. Husets hörn pryds av en stor skulptur av Sven Sahlberg i koppar med titeln Ränta på ränta. |
|      | Klarabergsgatan 33–35     | 33–35              | Kontor, butiker | Byggnaden uppfördes 1955–1956 i samband med Norrmalmsregleringen efter ritningar av arkitekt Lennart Tham. Tillsammans med grannhusethuset Klarabergsgatan 37 bildade Thams båda byggnader en sammanhängande, enhetligt gestaltad front mittemot Åhléns Citys stora byggnadsvolym på norra sidan om Klarabergsgatan.                                                                                               |
|      | Klara kyrka               | ---                | Kyrka           | Kyrkobyggnaden började uppföras under 1500-talets andra hälft av den holländske byggmästaren Hendrik van Huwen och sedan dess har många arkitekter varit inblandande i byggnadens vidare gestaltning, bland andra Willem Boy, Göran Josuae Adelcrantz, Carl Fredrik Adelcrantz, Carl Hårleman och Artur von Schmalensee. Med sitt 116 meter högt torn är Klara kyrka Sveriges och Skandinaviens näst högsta kyrka. |
|      | Klarabergsgatan 37        | 37                 | Kontor, butiker | Byggnaden uppfördes 1959 i samband med Norrmalmsregleringen efter ritningar av två arkitekter; norrmannen Leif Olav Moen och svensken Lennart Tham. Även grannhuset Klarabergsgatan 33–35 (klart 1956) byggdes efter ritningar av Tham. Båda kontorshusen kom till efter en omfattande arkitekttävling. |
|      | Hotel Continental (rivet) | 39                 | Hotell          | Hotellet uppfördes under åren 1960 till 1963 efter ritningar av arkitektfirman Hjalmar Klemming / Erik Thelaus och inreddes av Carl-Axel Acking. Hotel Continental var ett av de första moderna hotellen som byggdes under Norrmalmsregleringen. På platsen fanns tidigare Kirsteinska huset. 2016 invigdes här ett nytt hotell: Scandic Continental Stockholm.                                                    |
|      | Åhléns City               | 50                 | Varuhus         | Varuhuset ritades av arkitektkontoret Backström & Reinius Arkitekter AB, invigdes 1964 och tilldelades Kasper Salin-priset 1966. Mot Klarabergsgatan domineras fasaden av en stor klocka och företagets namn i guldskrift. Hela komplexet mäter 40 x 130 meter och kan nås både från Klarabergsgatan, Mäster Samuelsgatan och från T-centralen.                                                                    |
|      | Orgelpipan 7              | 56–64              | Kontor, butiker | Byggnaden uppfördes åren 1962–1965 efter ritningar av arkitekt Anders Berg med byggherren Olle Engkvist. Mot Klarabergsgatan har byggnaden fem våningar inklusive en högre bottenvåning som innehåller butiker, bland annat "Apoteket C.W. Scheele" (uppkallat efter apotekaren Carl Wilhelm Scheele). |